# Verner Lička
Verner Lička ou Werner Lička (né le 15 septembre 1954 à Hlučín en Tchécoslovaquie (aujourd'hui en République tchèque)) est un ancien joueur et entraîneur de football tchèque. Son fils Mario est également footballeur.

## Palmarès

### Joueur
- 9 sélections et 1 but en équipe de Tchécoslovaquie entre 1980 et 1981
- Médaille d'or aux Jeux Olympiques de 1980 avec la Tchécoslovaquie
- Troisième de l'Euro 1980 avec la Tchécoslovaquie
- Vainqueur de la Coupe de Tchécoslovaquie en 1978 avec le Baník Ostrava
- Finaliste de la Coupe de Tchécoslovaquie en 1979 avec le Baník Ostrava
- Champion de Tchécoslovaquie en 1980 et 1981 avec le Baník Ostrava
- Meilleur buteur du championnat de Tchécoslovaquie en 1980 et 1984
- Meilleur buteur du championnat de Belgique de Division 2 en 1989

### Entraîneur
- Champion de Pologne en 2005 avec le Wisla Cracovie

## Statistiques

### Buts internationaux
| #  | Date             | Lieu                              | Adversaire     | But | Résultat | Compétition          |
| -- | ---------------- | --------------------------------- | -------------- | --- | -------- | -------------------- |
| 1. | 9 septembre 1981 | Stadion Evžena Rošického, Strahov | Pays de Galles | 2–0 | 2–0      | Qualifs mondial 1982 |